# Estany del Viver

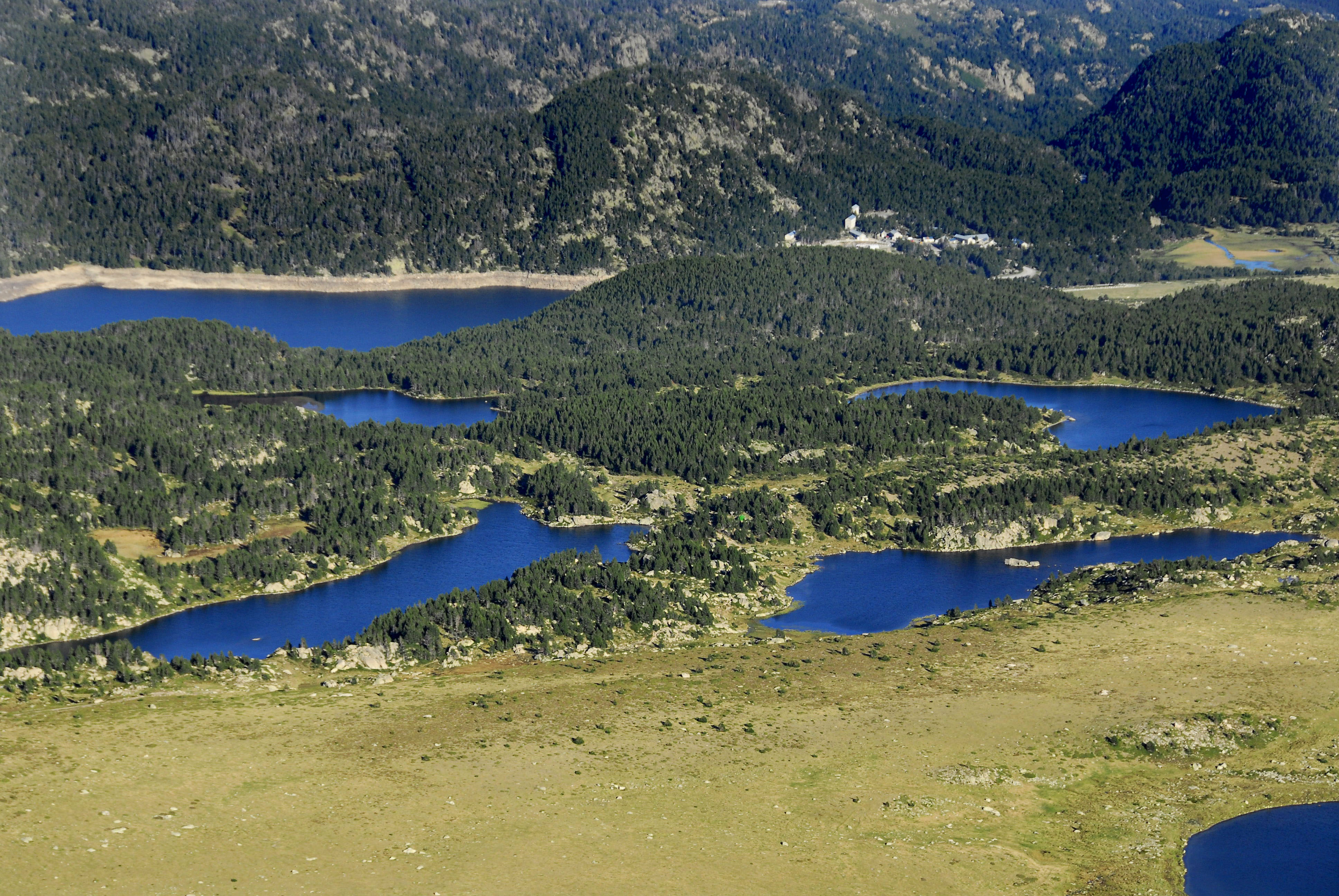
Els estanys de la Comassa, Sec, del Viver i Negre; al fons, la Bollosa

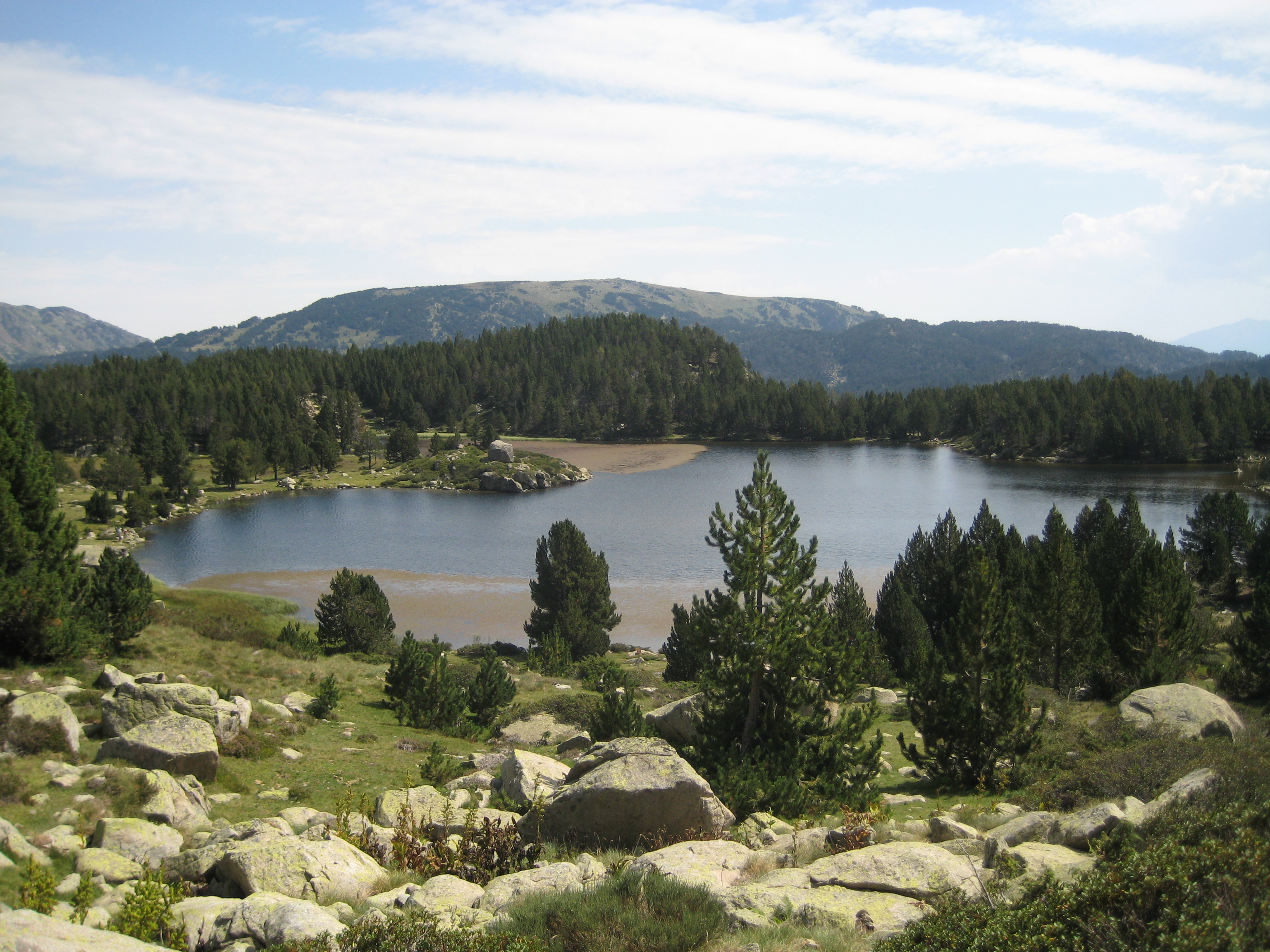
L'Estany del Viver

L'Estany del Viver és un llac d'origen glacial del Massís del Carlit, situat a 2.142,5 metres d'altitud dins del terme comunal d'Angostrina i Vilanova de les Escaldes, de l'Alta Cerdanya, a la Catalunya del Nord.
És a l'est del Carlit, a la zona nord-est del terme al qual pertany, a ponent del Llac de la Bollosa. Pertany al conjunt d'estanys de la capçalera del Riu d'Angostrina, del qual és el situat més al nord-est. Tanmateix, és un estany independent del sistema que uneix els altres de la mateixa zona, i només té connexió amb l'Estany Negre, en el qual desguassa.